# 真夜中のサバナ
『真夜中のサバナ』（まよなかのサバナ、原題: Midnight in the Garden of Good and Evil）は、1994年に発売されたジョン・ベレントのノンフィクション・ノヴェル。発表当時より爆発的な売れゆきとなりベストセラー連続一位記録を塗り替えた。
雑誌に紀行文を発表していた旅行ライターの作者が取材のためにアメリカ南部の歴史都市「サバナ」を訪れたのにはじまり、土地で出会った(奇妙な)人間たちの交流を描いた一部と、作者が最も惹かれていた独身の大富豪が被告人となった美青年の殺人事件の裁判を傍聴する二部より構成される。
綿花市場の集積地として栄え歴史的な建造物を持つサバナは近代化の波により衰退していたが、南部文化の発信地として復活。そこに住むウィットと気味悪さを備えた人間たちの日常をベレントはユーモラスに映し出した。本書により全米に留まらず世界中からサバナ観光に訪れる人間が増え、ガイドブックとしての役割を果たしている。
但、ブードゥー教の呪法やドラァグクイーンのレディ・シャブリなど、明らかにディープサウス趣味に走り過ぎの傾向もある。当時としてはセンセーショナルな殺人事件だったため、日本でも数年後に再現ドラマを使ったゴールデン・タイムのワイドショーでとり挙げられた。

## 映画化
1997年にクリント・イーストウッド監督により映画化された。